# 龐秋華
龐秋華（1928年6月26日—1991年7月20日），香港作曲家、填詞人和編劇，早期投身粵劇界，於1955年開始從事電影工作，期間曾編寫過超過30部電影，並參與一些主題曲的作曲填詞工作。自1970年代起，亦曾為部份從日本外購的劇集撰寫粵語主題曲。

## 生平
龐秋華籍貫廣東南海，1928年6月26日出生於廣州，乳名龐品行，曾就讀廣州八桂中學，移居香港之前曾擔任教師。移居香港之後，1952年加入粵劇界，跟隨粵劇名伶鄺山笑，並拜編劇家陳天縱為師，首部作品為與師傅陳天縱合作編寫的《韓湘子雪夜過情關》。1955年開始從事電影工作，首部參與製作的作品是1955年的《倫文敘與李春花》，負責撰曲。1957年，為《陰陽扇》擔任編劇，是其編劇處女作。同年，龐秋華執導一生唯一的導演作《呆佬遇鬼》。1968年，參與完電影《狄青三取珍珠旗》的製作後，他退出電影界。
1960年代，龐秋華曾替百代唱片撰曲和填詞，亦曾任風行唱片的製作主任。龐秋華在1970年代加入麗的電視的綜藝節目組，參與《星期六晚會》、《家燕與小田》等綜藝節目的製作。在此期間，龐秋華為一些日本外購劇的主題曲填過粵語新詞，如動畫《小露寶》和《幪面超人》的主題曲。
龐秋華於1991年7月20日逝世，享年63歲。1986年ATV電視劇《西施》插曲《浣紗》的詞是其遺作。

## 評價及影響
粵劇界時期，龐秋華曾獨自寫成《十二欄干十二釵》，常以此向妻自矜。2008年，此作榮獲香港作曲家及作詞家協會最廣泛演出獎（戲曲類）。
1966年，龐秋華替陳寶珠寫下融合粵曲和流行音樂特色的電影歌曲《女殺手》。因電影賣座，相關唱片大賣；但香港填詞人黃霑的博士論文《粵語流行曲的發展與興衰：香港流行音樂研究（1949-1997）》認為，陳寶珠的歌聲和龐秋華所作的曲不能稱得上具「起承轉合」。香港作曲家顧嘉煇亦曾表示，《女殺手》只被視作低級趣味。
1971年 [應為1966年]，龐秋華根據許石的《南都之夜》，為譚炳文寫下《舊歡如夢》一曲，收錄於同年 [即1971年] 的專輯《陳寶珠之歌》內，但當時尚未流行。直至龐秋華逝世後一年，獲電影《92黑玫瑰對黑玫瑰》用作插曲時方為人所熟悉。其後亦有越來越多香港電影採用粵語小曲為插曲。
《舊歡如夢》(譚炳文主唱)最早見於1966年，它正是陳寶珠、南紅、周驄、譚炳文合演的電影《女殺手》(1966-08-01首映)同名插曲《女殺手》(陳寶珠主唱)細碟(單曲/Single/EP)唱片的第二面(Side B)歌曲。換言之，這細碟可以說是龐秋華包辦之作。但此唱片並非由唱片公司出品，是由電影公司「興發影業公司」自行出品(唱片編號：HF 002)。或許這原因，《舊歡如夢》的最早出處一時間很難說得準。並因與《女殺手》有此關係，《舊歡如夢》也隨《女殺手》收入其後的《陳寶珠之歌》大碟(專輯/Album/LP)之中，由風行唱片公司出品(唱片編號：FHLP-154)。

## 註腳
1. ↑  原為鄭幗寶於1955年推出的《恭喜發財》，改編自廣東傳統小曲《十八麼(或作：摩/魔/么)》；1974年，文千歲和李寶瑩翻唱此曲，更名為《恭喜你》並由龐秋華重新填詞，收錄於專輯《大家恭喜》內（風行唱片，FHLP537）。[1]